# San Esteban de Farnadeiros
Farnadeiros (llamada oficialmente Santo Estevo de Farnadeiros) es una parroquia española del municipio de Corgo, en la provincia de Lugo, Galicia.

## Otras denominaciones
La parroquia también es conocida por los nombres de San Esteban de Farnadeiros y San Estevo de Farnadeiros.

## Organización territorial
La parroquia está formada por cinco entidades de población, constando cuatro de ellas en el nomenclátor del Instituto Nacional de Estadística español:
- Campo (O Campo)
- Castro
- O Camiño Branco
- Reguengo (O Reguengo)
- Vila (A Vila)

## Demografía
| Gráfica de evolución demográfica de Farnadeiros entre 2000 y 2022 |
|                                                                   |
| Datos según el nomenclátor publicado por el INE.                  |